# ユスティニアヌス1世
ユスティニアヌス1世（ラテン語: Justinianus I, 482年もしくは483年5月11日 - 565年11月14日）は、東ローマ帝国ユスティニアヌス王朝の第2代皇帝（在位：527年 - 565年）。正式名は、フラウィウス・ペトルス・サッバティウス・ユスティニアヌス（Flavius Petrus Sabbatius Iustinianus）。

## 概要
後世「大帝」とも呼ばれたように、古代末期における最も重要な人物の一人である。その治世は東ローマ帝国史における画期的な時代をなし、当時の帝国の版図を押し広げた。これは、野心的だが最終的には失敗した「帝国の再建」（renovatio imperii）に特徴づけられる。この野望はローマを含む西ローマ帝国の領土を部分的に回復したことに表される。しかしその栄光の時代も、543年の黒死病（ユスティニアヌスのペスト）が終わりの印となった。帝国は領土的縮小の時代に入り、9世紀まで回復することはなかった。
ユスティニアヌスの遺産の重要な側面は、ローマ法を統合して書き直した『ローマ法大全』（Corpus Iuris Civilis）であり、これは多くの現代国家の大陸法の基礎であり続けている。彼の治世はまた初期ビザンティン文化の興隆にも印され、彼の建築事業はハギア・ソフィア大聖堂のような傑作を生みだし、これは800年以上にわたって東方正教会の中心となった。
東方正教会では聖者と見なされており、ルーテル教会の一部からも祝福されている。反対に同時代のプロコピオスはユスティニアヌスを「残忍で強欲そして無能な統治者」として見ていた。
ユスティニアヌス1世の治世に関する主な史料は、歴史家プロコピオスが提供している。散逸したシリア語によるエフェソスのヨハネスの年代記は後代の年代記の史料となり、多くの付加的な詳細を知ることに貢献している。この2人の歴史家は、ユスティニアヌスと皇后テオドラに対して非常に辛辣である。また、プロコピオスは『秘史』（Anekdota）を著しており、ここではユスティニアヌスの宮廷における様々なスキャンダルが述べられている。ほかの史料としては、アガティアス (Agathias) 、メナンデル・プロテクトル (Menander Protector) 、ヨハネス・マララス (John Malalas) 、復活祭年代記 (Chronicon Paschale) 、マルケリヌス・コメス (Marcellinus Comes) 、トゥンヌナのウィクトル (Victor of Tunnuna) が挙げられる。

## 生涯

### 出生から即位

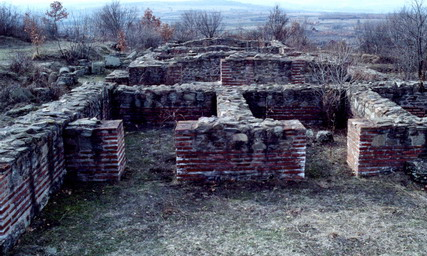
出生地近くに建設したユスティニア・プリマの遺跡。

のちに皇帝ユスティニアヌス1世となるペトルス・サッバティウスは、483年にダルダニア州タウレシウム（現マケドニア共和国スコピエ近傍）で農民サッバティウスの子として生まれた。ラテン語を話す彼の家族はトラキア系ローマ人またはイリュリア系ローマ人であると考えられている。のちに彼が用いるコグノーメンの Iustinianus は叔父のユスティヌス1世の養子となったことを意味する。彼の治世中に出身地から遠くない場所にユスティニア・プリマを建設している。母ウィギランティアはユスティヌスの姉だった。
叔父のユスティヌスは近衛隊（Excubitores）に属しており、ユスティニアヌスを養子とし、コンスタンティノポリスへ招き寄せて養育した。このため、ユスティニアヌスは法学と神学そしてローマ史について高い知識を持っていた。彼はしばらく近衛隊に勤務していたが、経歴の詳細については分かっていない。ユスティニアヌスと同時代の年代記編者ヨハネス・マララスはユスティニアヌスの外見について背が低く、色白で、巻き毛、丸顔の美男子だったと述べている。もう一人の同時代の年代記編者プロコピオスは（おそらく中傷だが）ユスティニアヌスの外見を暴君ドミティアヌスに喩えている。
518年にアナスタシウス1世が崩御すると、ユスティヌスはユスティニアヌスの大きな助けを受けて新帝即位を宣言した。ユスティヌス1世の治世（518年～527年）においてユスティニアヌスは皇帝の腹心となった。ユスティニアヌスは大望を抱き、共同皇帝になる以前から事実上の摂政の役割を果たしていたとされるが、それを確認する証拠はない。治世の末期にユスティヌスが老衰するとユスティニアヌスは事実上の統治者となった。521年にユスティニアヌスは執政官に任命され、後に東方軍司令官ともなっている。
525年頃にユスティニアヌスは20歳年下の踊り子テオドラと成婚した。当初、ユスティニアヌスは階級の違いのために彼女と成婚できなかったが、叔父の皇帝ユスティヌス1世が異なる階級間の結婚を認める法律を制定した。テオドラは帝国の政治に大きな影響を与えるようになり、後代の皇帝も貴族階級以外から妻を娶るようになった。この成婚は醜聞となったものの、テオドラは非常に知的で、抜け目なく、公正な性格を示してユスティニアヌスの偉大な後援者となった。
ユスティヌス1世の崩御が迫る527年4月1日にユスティニアヌスはカエサル（副帝）に就任し、同年8月1日のユスティヌス1世の崩御により単独統治者となった。

### 治世初期とニカの乱

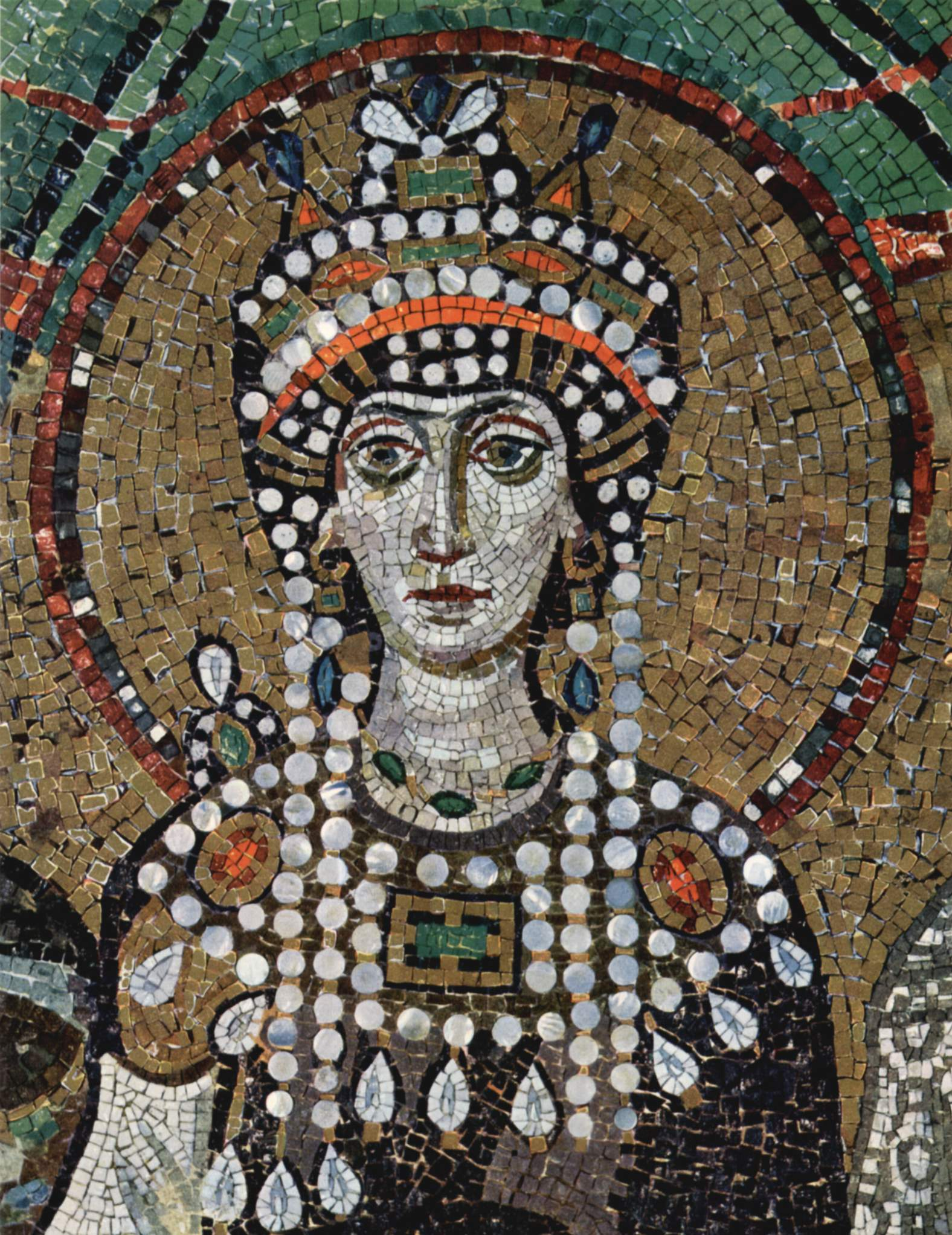
皇后テオドラ
ラヴェンナのサン・ヴィターレ聖堂のモザイク

統治者としてのユスティニアヌスは非常な精励さを示した。その働きぶりから、彼は「眠らぬ皇帝」として知られたが、一方で人付きがよく、忠告を受け入れる人物でもあった。ユスティニアヌスは地方の下層階層出身であったため、コンスタンティノポリスの伝統的な貴族階層に権力基盤を持たなかった。その代わり、彼は生まれではなく功績によって選ばれた非常に才能のある男女に取り巻かれていた。有能な臣下には司法長官のトリボニアヌス、外交官で長きにわたり宮内長官を務めたペトロ・パトリキウス、財務長官カッパドキのヨハネスそしてかつてなく効果的に徴税を行い、これによってユスティニアヌスの一連の戦役の財源を賄ったペトロ・バルシャメス、そして最後に偉大な名将ベリサリウスがいた。
528年、ユスティニアヌスはトリボリアヌスらに古代ローマ法の集大成である『ローマ法大全』（Corpus Iuris Civilis）編纂の勅命を下す。529年、古代からの伝統的多神教（異教）を弾圧。アテネのアカデメイアを閉鎖し、学者を追放した。
ユスティニアヌスの、有能ではあるが人気のない助言者を登用する傾向は、その治世の初期に危うく帝位を失わせかけた。532年1月、コンスタンティノポリスの戦車競走の支持者の党派が団結して後にニカの乱の名で知られる暴動を起こした。彼らはトリボニアヌス他2名の大臣の罷免を要求し、更にはユスティニアヌス自身を打倒してアナスタシウス1世の皇甥である元老院議員ヒュパティオスに替えさせようとした。群衆が市街で暴動を起こしている間、ユスティニアヌスは首都からの逃亡を考えたが、皇后テオドラの叱咤によって街に留まった。続く2日間に彼はベリサリウスとムンドゥスの二人の将軍に容赦ない鎮圧を命じる。歴史家プロコピオスは競技場で30,000人の非武装の市民が殺害されたと述べている。テオドラの主張により（ユスティニアヌス自身の判断に反して）、アナスタシウス1世の皇甥他は処刑された。

### 再征服
詳細は「軍事上の業績」の節で後述する

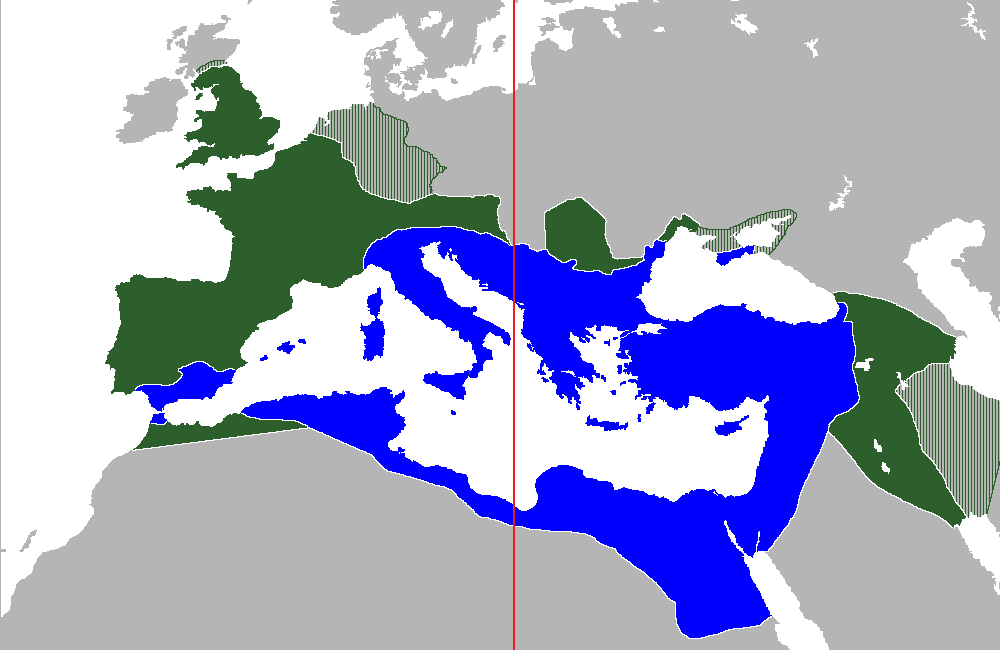
ユスティニアヌス1世時代の東ローマ帝国（青色部分）。青色と緑色部分はトラヤヌス時代のローマ帝国。赤線は395年の東西ローマの分割線

国内の危機を乗り切ったユスティニアヌスは再征服に乗り出すことになる。532年6月にサーサーン朝ペルシアとの間に「永久平和条約」を結んで東方国境を安定させると、翌533年、ベリサリウス将軍を北アフリカへ派遣してゲルマン人国家ヴァンダル王国を征服させた。
535年、ゲルマン人国家東ゴート王国の内紛に乗じてベリサリウスをイタリアへ派遣した。翌年末にローマを奪回したものの、東ゴート側の強固な抵抗に遭い戦争は長期化する。
537年12月、ニカの乱で焼失したハギア・ソフィア大聖堂（現アヤソフィアモスク）の再建が完了した。ビザンティン建築の最高峰として、現代まで伝えられることになる。完成時の奉献式で、祭壇に立って手をさしのべ、古代イスラエル王国のソロモン王の大神殿を凌駕する聖堂を建てたという思いから「我にかかる事業をなさせ給うた神に栄光あれ! ソロモンよ、我は汝に勝てり!」と叫んだと伝えられる。
540年にベリサリウスが東ゴート王国の首都ラヴェンナを攻略し、東ゴート王ウィティギスを捕らえてコンスタンティノポリスへ帰還したものの、イタリア半島では依然として東ゴートの残党が勢力を保っていた。同年にサーサーン朝との抗争を再開し、帝国の東西に敵を抱えることになる。
541年、共和政ローマ以来の執政官制度を廃止する。543年、黒死病が大流行し多くの死者が出て政府も機能不全に陥る（ユスティニアヌスのペスト）。ユスティニアヌスも感染したが回復している。これにより帝国の人的資源は大打撃を受け、ユスティニアヌスのローマ帝国再興事業は衰退に向かうことになる。548年に皇后テオドラが、おそらく癌によって比較的若くして崩御した。

### 晩年

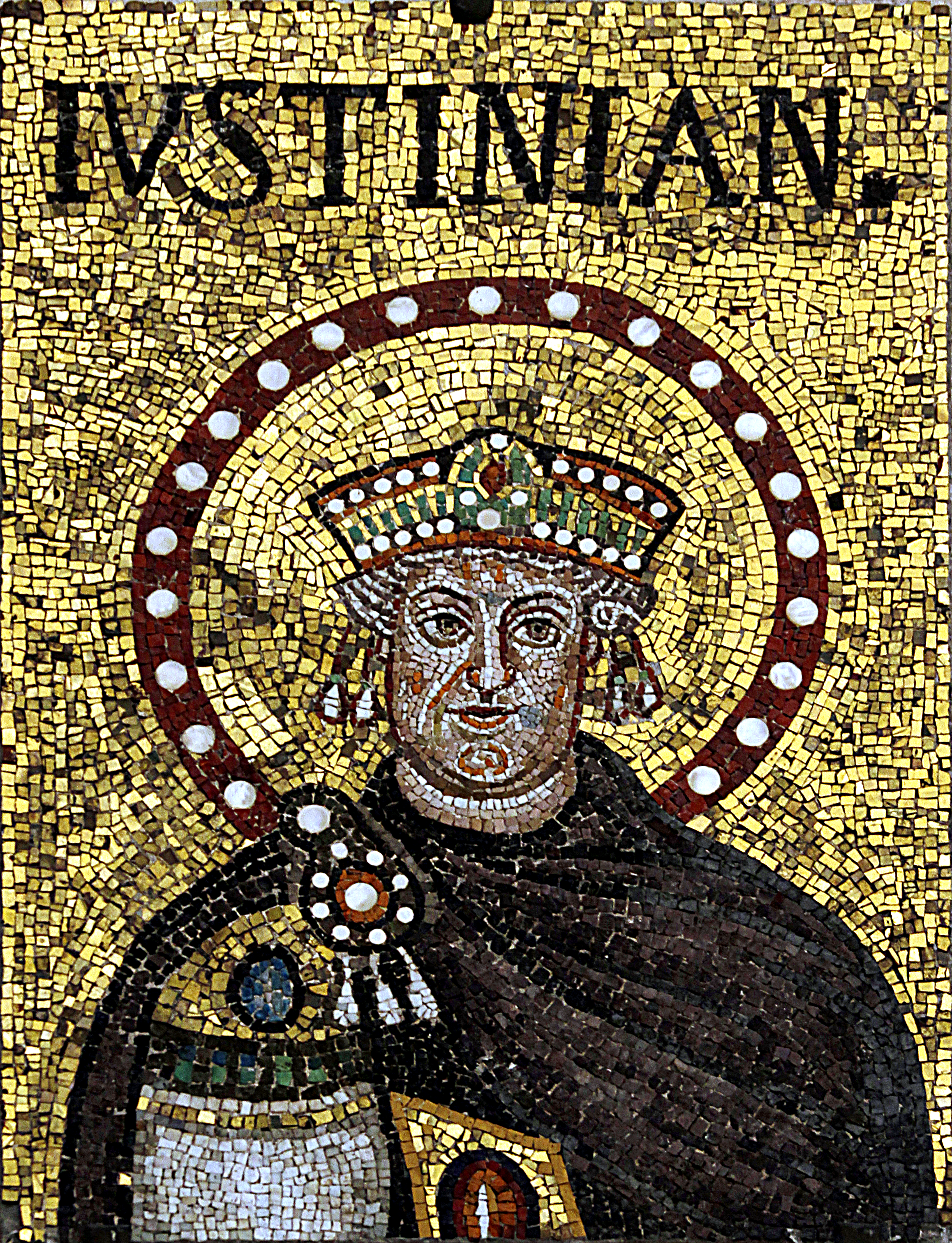
晩年のユスティニアヌス1世。ラヴェンナのサンタポリナーレ・ヌオヴォ聖堂のモザイク

ユスティニアヌスは皇后よりおよそ20年間長生きしており、神学上の問題に関心を寄せてカトリック教義についての議論に積極的に参加し、553年には第2コンスタンティノポリス公会議を主宰している。治世の晩年にはより一層に宗教に献身するようになった。
552年にベリサリウスと交代したナルセス将軍がイタリアで抵抗を続けていた東ゴート王トーティラを戦死させ、その後を継いだテーイアを破って東ゴート残党を殲滅し、554年末までにイタリア半島の平定を完了した。しかし、長い戦いでイタリアは荒廃し、ローマ市の人口は500人にまで減少したとも言われる。同年、西ゴート王国からイベリア半島東南部の領土を奪取。地中海全域に「ローマ帝国」の支配を回復した。
565年11月13日から14日にかけての夜にユスティニアヌスは崩御した。皇后テオドラとの間に嫡出男子は無く、妹ウィギランティアの息子ユスティヌス2世が即位し、皇后テオドラの姪ソフィアと結婚した。ユスティニアヌスの遺体は聖使徒教会に特別に作られた霊廟に埋葬された。
晩年のユスティニアヌスは軍を軽視したため、軍は弱体化した。また、侵入する異民族に対しては金で紛争を解決しようとしたため、国家財政も破綻した。ユスティニアヌスの死後、北方からの異民族の侵入やサーサーン朝の攻撃を受けて帝国は急速に衰退し始め、8世紀半ばまで外敵の侵入と国内の混乱が続いた。

## 法制上の業績
ユスティニアヌスは、司法改革によって永く続く名声を勝ち得た。なかでも、これまで試みられることのなかったローマ法の完全な改訂で知られる。その法制の集大成が今日『ローマ法大全』（Corpus Iuris Civilis）として知られるものである。これは『勅法彙纂』（Codex Justinianus）、『学説彙纂』（Digesta または Pandectae）、『法学提要』（Institutiones）、そして『新勅法』（Novellae）からなる。
治世の初期、ユスティニアヌスは財務官トリボニアヌスをこの仕事の主査に任じた。2世紀以降の帝国諸法を成文化した勅法彙纂の最初の草案は529年5月7日に発布された。最終版は534年に発布されている。533年に過去の法学説を編纂した学説彙纂が出され、そして主要な法律を解説した教科書である法学提要が続いた。ユスティニアヌス治世下の新法を編纂した新勅法がローマ法大全を補足している。他の大全とは対照的に、新勅法は東ローマ帝国内の一般語であるギリシア語で書かれている。
『ローマ法大全』はラテン法哲学（教会法典を含む）の基礎を形作り、歴史家に後期ローマ帝国の関心と活動に関する価値ある見通しを提供している。編纂物としてこれは正式な法律、元老院の協議（senatusconsulta）、勅令、判例そして法学者の意見と解釈（responsa prudentum）といった著述または発布された法（leges）と、その他の規則からなる多くの資料を集積したものである。
トリボニアヌスの法典はローマ法の存続を確保した。バシレイオス1世とレオーン6世の時代に編纂された『バシリカ法典』（βασιλικός）で述べられているように、これは東ローマの法律の基礎となった。西部の地方でユスティニアヌス法が導入されたのはイタリアだけだったが（征服後の554年に出された国本勅諚による）、ここから12世紀に西ヨーロッパへ伝わり、多くのヨーロッパ諸国の法典の基礎となった。これは最終的には東ヨーロッパにも伝わりスラブ語版が著され、そしてロシアにも伝わった。ローマ法大全は今日にも影響を残している。

## 軍事上の業績

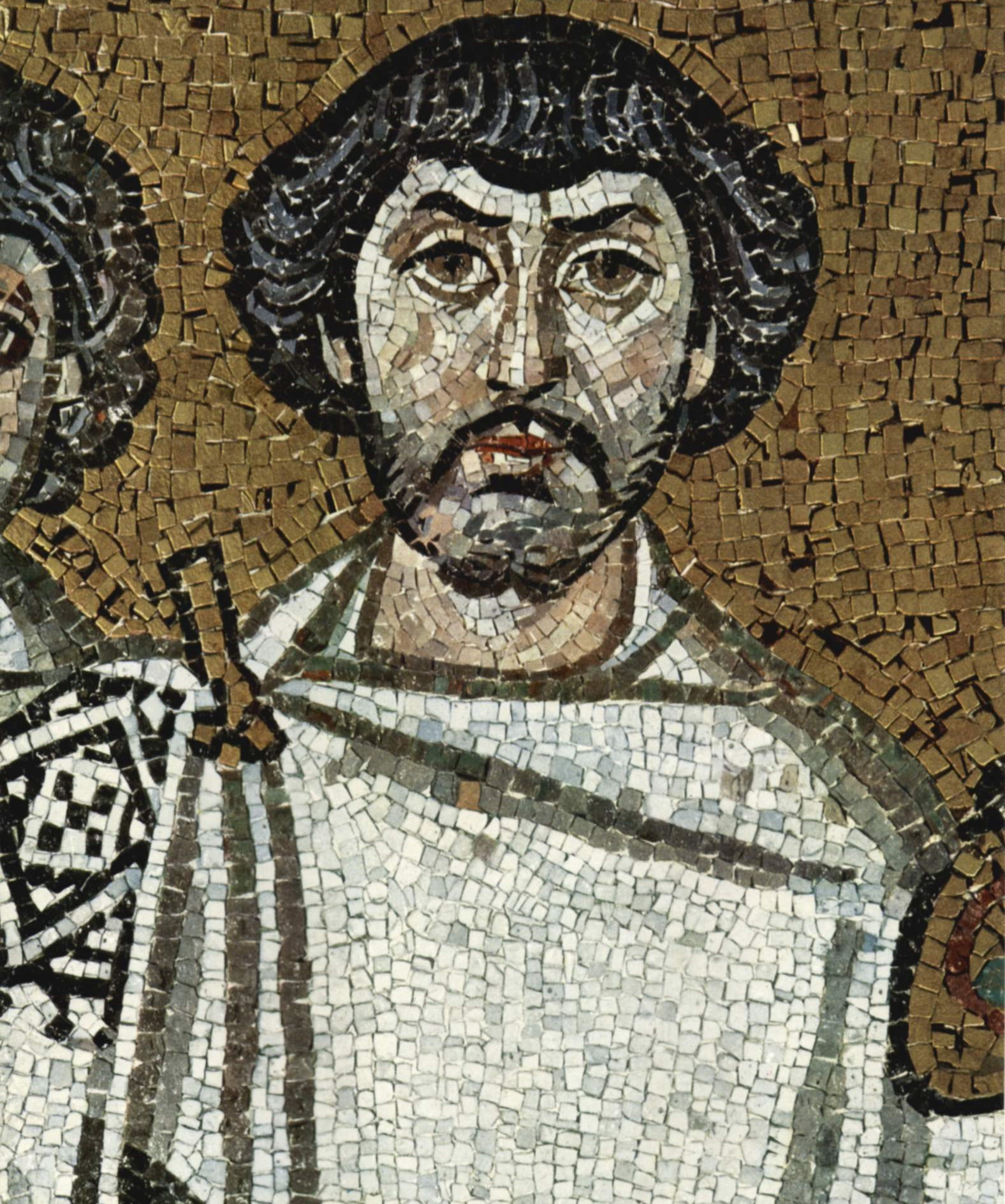
ベリサリウス。
ラヴェンナのサン・ヴィターレ聖堂のモザイク。

ユスティニアヌス1世の治世の最も華々しい業績は5世紀に帝国の支配から離れた西部地中海海盆の広大な土地を回復したことである。キリスト教徒の皇帝としてユスティニアヌスは古の境界にまでローマ帝国を回復することは神聖な義務であると考えていた。ユスティニアヌス自身は一連の戦役に出征することはなかったが、彼は諸法令の序文で自らの成功を自賛し、芸術作品においてこれらを祝った。この再征服の多くはベリサリウス将軍によってなされている。

### サーサーン朝との戦争（527年～532年）
ユスティニアヌス1世は叔父からサーサーン朝ペルシャとの戦争を引き継いでいた 。530年、ペルシャ軍はダラの戦いで撃破されたが、その翌年には今度はベリサリウス率いるローマ軍がカリニクムの戦いで敗れている。531年9月にペルシャ王カワード1世が崩御すると、ユスティニアヌスは後継者のホスロー1世に金11,000ポンドを支払って「永久平和条約」を締結した（532年）。
東方国境の安全を確保するとユスティニアヌスは西方に目を向けた。かつて西ローマ帝国が存在したこの領域にはアリウス派のゲルマン諸国家が成立していた。

### 北アフリカ征服（533年～534年）

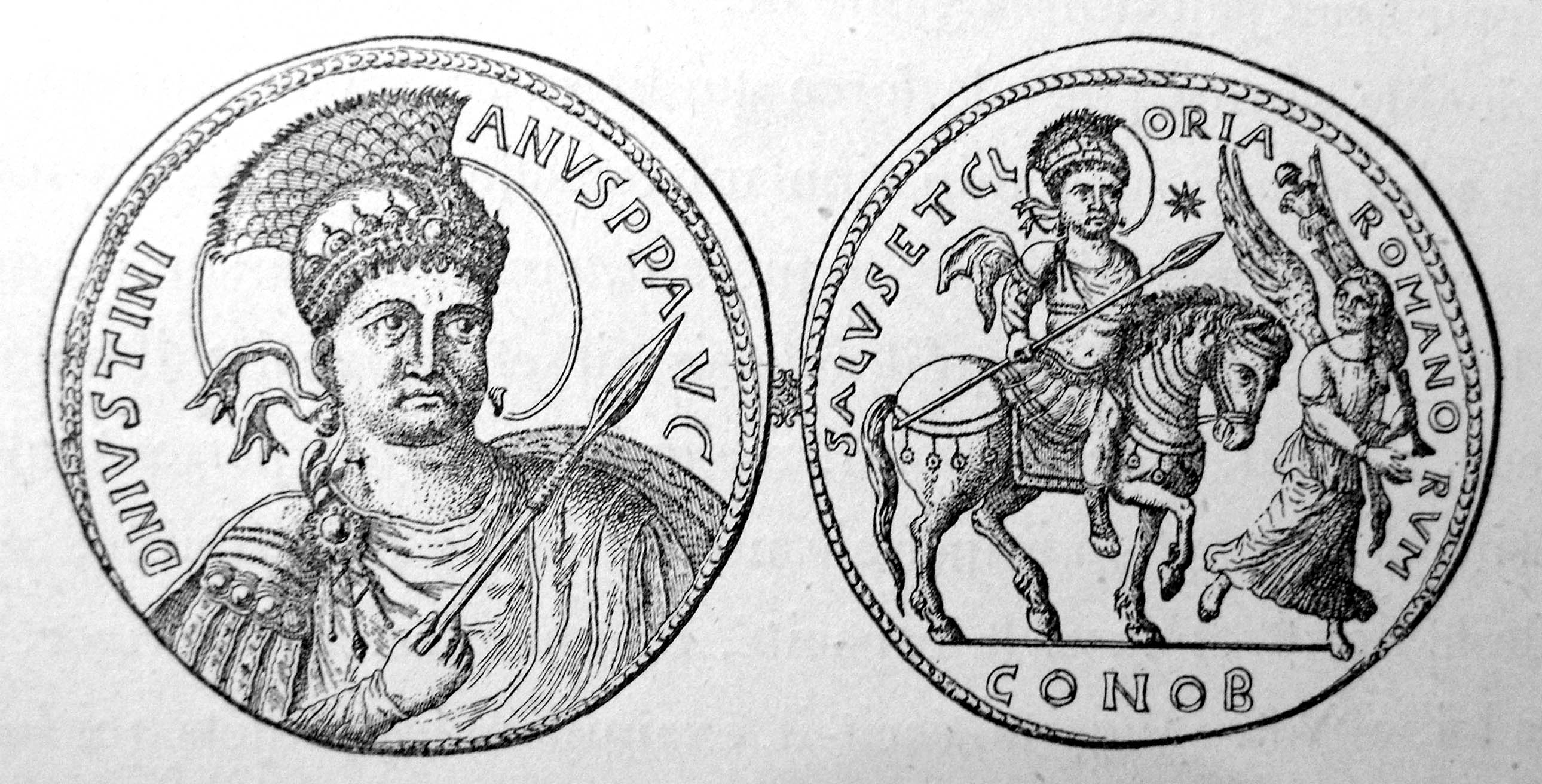
アフリカ再征服を記念した現代または近代の大メダル

ユスティニアヌスが最初に攻撃をした西方王国は北アフリカのヴァンダル王国であった。530年、ユスティニアヌスや現地のカトリック教会と良好な関係を保っていたヒルデリック王が従弟のゲリメルに倒された。投獄され、退位させられたヒルデリックはユスティニアヌスに助けを求めた。
533年、92隻のデュロモイ（戦艦）に守られた500隻の輸送船で出征したベリサリウスは兵15,000と蛮族兵数部隊を率いて現在のチュニジアのヴァダ岬（現在のカプララ岬）に上陸した。ベリサリウスは9月14日のアド・デキムムの戦いそして12月のトリカマルムの戦いでヴァンダル軍に奇襲をかけて破り、カルタゴを占領した。ゲリメルはヌミディアのパップア山に逃れたが、翌春に降伏した。ゲリメルはコンスタンティノポリスへ連行され、凱旋式で引き回されている。この戦役でサルデーニャとコルシカ、バレアレス諸島そしてジブラルタル対岸のセウタ要塞が回復された。

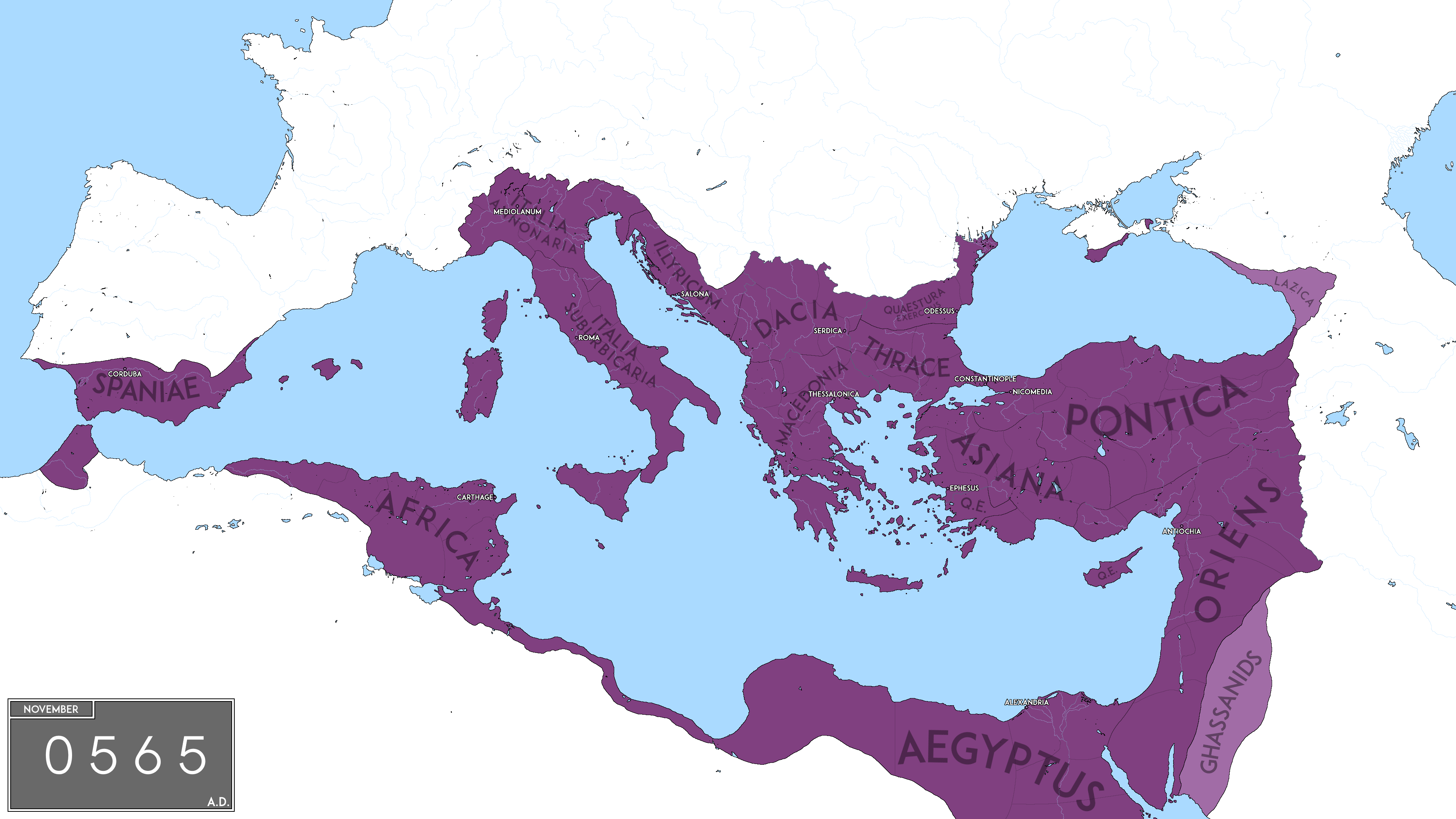
ユスティニアヌス帝が実現させた、東ローマ帝国の最大領域。

534年4月にアフリカ属州が設置されたが、続く15年間のうちにムーア人との戦争と打ち続く反乱に動揺し崩壊寸前になっている。この地域は548年まで完全に安定しなかったが、その後は平静を取り戻してある程度の繁栄を享受している。アフリカの回復のために帝国は金10万ポンドの出費を要した。

### イタリア戦役第一段階（535年～540年）

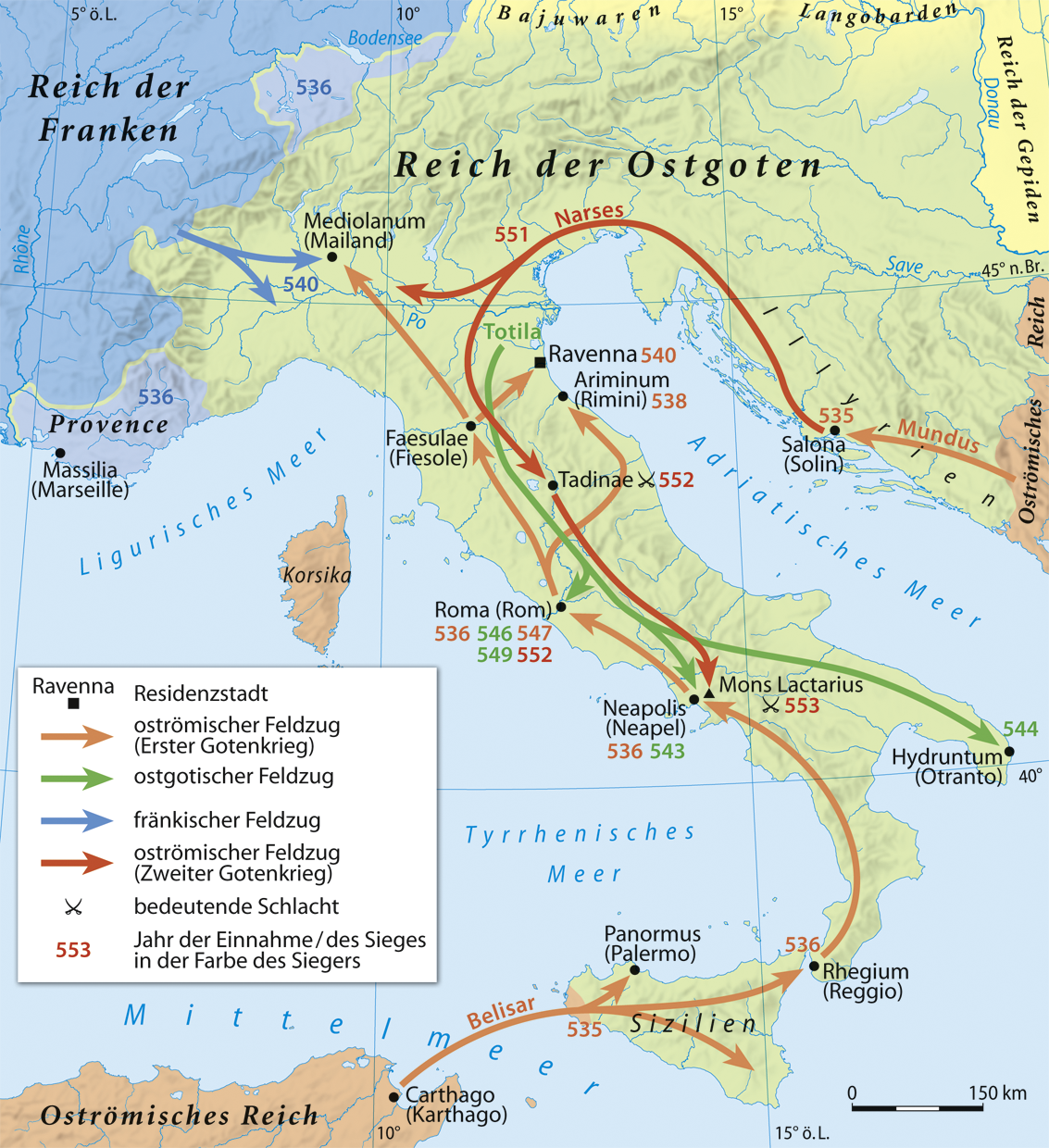
ゴート戦争関係図（ドイツ語）

アフリカと同様にイタリア半島の東ゴート王国でも王族内の内紛が介入の機会を与えた。534年10月2日まだ年少のアタラリック王が死去すると簒奪者テオダハドは女王アマラスンタ（初代国王テオドリックの娘でアタラリックの母）をボルセーナ湖のマルターナ島へ幽閉し、翌535年に暗殺してしまった。そこで直ちに兵7,500を率いたベリサリウスがシチリア島へ侵攻してイタリア半島へ進軍、ナポリを略奪し、536年12月9日にローマを占領した。その時までにテオダハドはゴート軍によって退位させられ、兵士たちはウィティギスを新たな王に選んでいる。
ウィティギスは大軍を集めて537年2月から538年3月までローマを包囲したが、奪回できなかった。ユスティニアヌスはナルセス将軍をイタリアへ送ったが、ベリサリウスとナルセスの反目が作戦の進行を妨げる結果となってしまった。東ローマ軍はミラノを占領したものの、すぐに街は東ゴートに奪回されて破壊されている。
539年にユスティニアヌスがナルセスを召還すると戦況はローマ側の優勢に傾き、540年にベリサリウスは東ゴートの首都ラヴェンナへ迫った。そこで彼は東ゴートから西ローマの帝位を提供され、同時にユスティニアヌスから和平交渉のための使者が到着し、ユスティニアヌスはポー川以北を東ゴートに残すことを認めていた。ベリサリウスは提供を受けるかのように偽って540年5月に街に入り、ラヴェンナが帝国領たるのを改めて宣言した。その後、ユスティニアヌスの召還によりベリサリウスはウィティギスと王妃マタスンタを連行してコンスタンティノポリスへ帰還した。

### サーサーン朝との戦争（540年～562年）
ベリサリウスはペルシャとの戦争の再燃により呼び戻されていた。530年代のアルメニアにおける反乱に続き、おそらくは東ゴートの使節からの懇願に刺激させられたホスロー1世は「永久平和条約」を破棄して、540年春に東ローマ領へ侵攻した。ホスロー1世はまずベロエアとアンティオキア（市内の守備隊6000人の退去を許している）を略奪して 、ダラを包囲した。その後、小国だが戦略的な要地にある黒海の衛星国ラジカへと、道中の諸都市から貢納金を取り立てながら、攻撃に向かった。彼はユスティニアヌスへ金5000ポンドに加えて、毎年金500ポンドの貢納を強要した。
ベリサリウスは541年に東方へ到着し、いくつかの戦勝を収めたが、542年にコンスタンティノポリスへ再び召還されている。この撤退の理由は不明だが、おそらくは将軍の背信行為の噂が宮廷に届いたためである。
疫病の発生により543年中の戦争は小康状態になった。翌年、ホスロー1世は東ローマ軍3万人を撃破したが、主要都市エデッサの包囲には失敗した。両軍とも優勢を勝ちえず、545年に東ローマとペルシャの南部国境地帯で和平が締結された。この後も北部でのラジカ戦争は数年間続いていたが、557年に和平が結ばれ、続いて562年に以後50年間続く和平が締結された。講和条件により、ローマが毎年金400から500ポンドを支払う見返りにペルシャはラジカを放棄することになった。

### イタリア戦役第二段階（541年～554年）

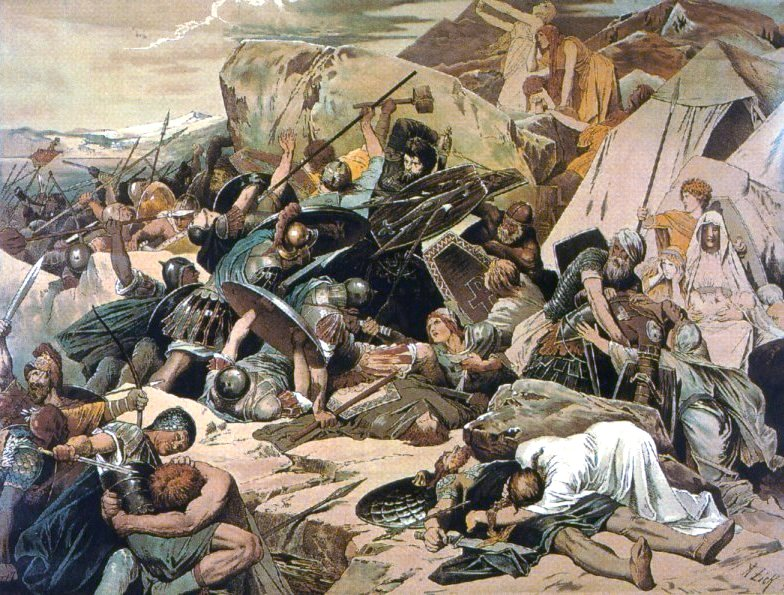
ラクタリウス山の戦いで東ゴート族は壊滅した。

軍事的努力が東方へ集中している間にイタリアの情勢は悪化していた。イルディバルド王、エラリーコ王（両人とも541年に殺害）そしてとりわけトーティラ王のもとで東ゴートは急速に領土を拡大した。542年のファエンツァの戦いでの勝利の後、東ゴートは南イタリアの主要都市を奪回し、すぐに半島の大半を確保した。ベリサリウスは544年後半に戻されたが、十分な兵力は持たなかった。前進することができず、彼は548年に指揮権を交替させられた。この期間にローマ市は3度主を変えており、まず546年に東ゴートに占領され人口が激減し、次に547年に東ローマがこれを奪回し、そして550年1月に東ゴートが奪い返している。また、トーティラ王はシチリアを略奪し、ギリシャ沿岸を襲撃までしている。
最終的にユスティニアヌスはナルセスに兵35,000（内2000人は西ゴート王国のスペイン南部へ分遣されている）を与えて派遣した。東ローマ軍は552年6月にラヴェンナに達し、アペニン山脈のブスタ・ガッローウムの戦いで決定的な勝利を収めてトーティラを殺害した。東ゴートはテーイアを王に戴いてなおも抵抗を続けたが、同年10月に行われたラクタリウス山の戦いで遂に壊滅した。
554年にはフランク族の大規模な侵攻をウォルトゥルヌスで撃退して帝国はイタリアを確保したものの、ナルセスは東ゴート残党の完全な平定になお数年を要している。戦争終結時にイタリアには16,000人の兵士が駐留しており、帝国はイタリア回復のために金30万ポンドの出費をしている。

### その他の戦役
これら以外の征服では、東ローマ帝国は西ゴート王国で簒奪者アタナギルドが国王アギラ1世に反乱を起こす際に援助を求めたことにより、イベリア半島へ進出している。552年、ユスティニアヌスは当時80歳代になる老将リベリウス（彼は490年代以降、東ゴート王に仕えていた）に兵2,000を与えて派遣した。東ローマ軍はカルタヘナや南東部沿海の諸都市を占領し、同盟者で新国王になったアタナギルドに妨害される以前に新たにスパニア属州（Provincia Spaniae）を設置した。この戦役は東ローマ帝国の拡大の絶頂を示すものとなった。
ユスティニアヌスの治世では、バルカン半島はドナウ川以北に住むテュルク系及びスラヴ系諸民族からの侵入をしばしば受けていた。この地域ではユスティニアヌスは主に外交手段と防御システムの構築に頼っていた。559年にザベルガネス・ハーンに率いられたスクラヴィニ族とクトリグル族が侵入してコンスタンティノポリスを脅かしたが、ベリサリウスによって撃退されている。

### 結果

ユスティニアヌス1世の即位（赤：527年）から崩御（オレンジ：565年）までの東ローマ帝国領の拡大

ローマ帝国のかつての栄光を再建しようとするユスティニアヌス1世の大望は部分的に実現しただけだった。西方における530年代の輝かしい軍事的成功の後は長く続く沈滞に陥っている。ゴート族との長期化した戦争はイタリアに破滅をもたらした（その長期的な影響はしばしば述べられるほどには厳しくはなかったが）。住民に課せられた重税はひどく憎まれた。イタリアにおける最終的な勝利と南部スペインの征服は東ローマ帝国の権力と影響力を発揮する地域を大いに拡大し、そして帝国の威信に寄与したことも間違いはないものの、征服のほとんどは儚いものとなった。イタリアの大部分はユスティニアヌスの崩御（565年）の3年後の568年にランゴバルド族の侵略によって失われ、そして続く1世紀の内にアフリカの半分とスペインが帝国から永遠に失われている。
治世晩年の数年間にはコンスタンティノポリス自体が北方からの蛮族の侵攻に対して安全ではないことが明らかとなり、比較的好意的な歴史家メナンドロス・プロテクターでさえ老齢による体の衰弱から首都を守ることに皇帝が失敗したと説明する必要を感じた。古代ローマ帝国を再興しようとする彼の努力により、ユスティニアヌスは危険なほどに東ローマ帝国の領土を広げる一方で、6世紀のヨーロッパ世界の変化を勘案することに失敗していたのである。逆説的なことだが、おそらくユスティニアヌスの軍事的な成功はその後の帝国の衰退の遠因となったであろう。

## 宗教上の業績
ユスティニアヌス1世は帝国の正統派は宗教分派、特にシリアやエジプトに多くの信者を持つ単性論に脅かされていると考えていた。単性論の教義は451年のカルケドン公会議で異端として非難されており、皇帝ゼノンとアナスタシウス1世の単性論に対する寛容政策はローマ司教との緊張状態の原因となっていた。ユスティニアヌスは態度を覆し、カルケドン教義を確認して公に単性論を非難した。ユスティニアヌスはこの政策を続けつつも、臣民たちに教義上の妥協を受け入れさせて宗教的統一を押し付けようと試みたが、この政策は誰も満足させられず失敗に終わっている。皇后テオドラは単性論に同情的であり、初期の親単性論派による宮廷陰謀の源泉になったとされている。治世期間中に神学に心から関心を寄せるユスティニアヌスは幾つかの神学論文を著している。

### 宗教政策

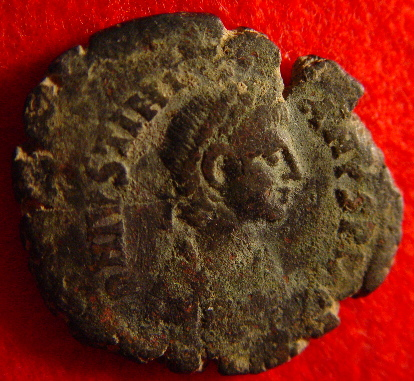
ユスティニアヌス1世が描かれたフォリス銅貨

世俗政治と同様に皇帝の教会政策でも専制が見られた。彼は宗教と法の全てを統制した。
治世の初めから、彼は三位一体と受肉を法によって広めることが適切であるとみなし、そして全ての異端に適当な処罰を加えることにより威嚇し、故にその後に彼は適法手続きによって正統的信仰へのすべての妨害者から犯罪の機会を奪うつもりであると宣言した。彼はニカイア・コンスタンチノポリス信条を教会の唯一の象徴となし、4度の教会一致促進運動会議における教会法へ法律上の力を与えた。553年の第2コンスタンティノポリス公会議に出席した主教たちは教会が皇帝の意思と命令に反して如何なることもなさないと同意した。コンスタンディヌーポリ総主教アンシモス1世の場合には皇帝は一時的な追放措置によって教会の禁制を助けている。ユスティニアヌスは異端を弾圧することによって教会の清浄を守った。彼は修道院制度を保護、拡張するに際して教会と聖職者の権利を保証する機会を放置しなかった。彼は修道士に一般市民から財産を相続する権利と帝国の国庫あるいはある特定の州の税金からsolemniaあるいは毎年の寄進を受け取る権利を与え、そして彼は俗人への修道院財産の譲渡を禁止した。
彼の手法の専制的な特徴が近代的な感受性に反するけれども、彼は正に教会の「育ての父」だった。勅法彙纂と新勅法には教会資産の寄進・創立・管理について、主教・司祭・大修道院長の選挙とその権利、修道院生活、聖職者の滞在義務、礼拝様式、監督者の管轄権などに関する多くの法令が含まれていた。ユスティニアヌスはニカの乱で破壊されたハギア・ソフィア大聖堂の再建を行い、その建設費は金2万ポンドを要した。八角形の金箔のドームとモザイクを備えた新築されたハギア・ソフィア大聖堂はコンスタンティノポリスにおける東方正教会の中核かつ最も明瞭な記念碑となった。

### ローマとの宗教的関係
5世紀半以降、東ローマ皇帝は教会の問題でますます困難な仕事に直面するようになっていた。一つには、あらゆる方面の急進主義者たちがキリストの性質に関する聖書の教義を擁護し、分派間の教義上の相違をつなぐためのカルケドン公会議の信条によって常に拒絶されていると感じていた。コンスタンディヌーポリ総主教フラヴィアノスへのローマ教皇レオ1世の教書は東方では悪魔の仕業であると考えられており、そのため誰もローマの教会について聞くことを望まなかった。しかしながら、皇帝はコンスタンティノポリスとローマとの統一を維持する政策を持っており、そしてこれは彼らがカルケドンで定められた線を歪めないことによってのみ可能であった。加えて、カルケドンによって動揺し不満を抱くようになっていた東方の諸派を抑制し、そして静めることを必要としていた。この問題は、東方で異議を唱えている反カルケドン派が数の上でもそして知的な能力でも共にカルケドン派に勝っていたので、いっそう難しいと分かった。両派の目標の不一致から緊張は増しており、ローマと西方を選択した者は東方を放棄しなくてはならず、そして逆もまた同様であった。

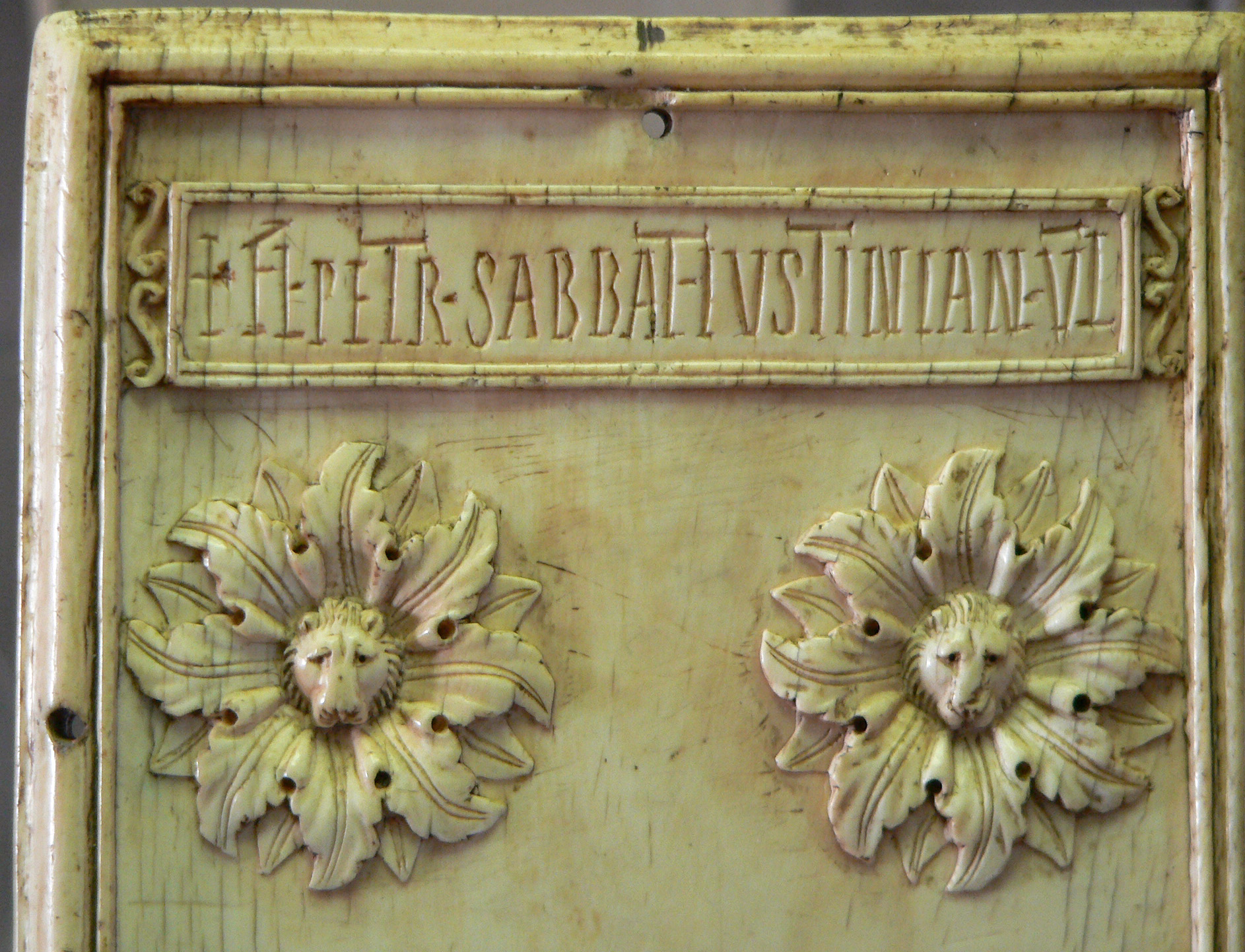
ユスティニアヌス1世のフルネームを表示する執政官の書字板（コンスタンティノポリス、521年）

ユスティニアヌスは518年に彼の叔父が即位するとすぐに教会の国政術の論争の場に入り、483年からローマと東ローマの間に普及していた単性論の教会分裂を終わらせた。至高の教会権威としてローマ司教座を認めることは、彼の西方政策の基礎であり続けた。東方の多くの人々にとって、それは不愉快なことではあったが、それにもかかわらずユスティニアヌスはシルウェリウスやウィギリウスのようなローマ教皇に対して専制的なスタンスをとるために彼自身は完全に自由であると感じられた。
教会の教義上の派閥に妥協を受け入れさせることはできなかったが、彼の和解のための誠実な努力は教会の主要組織から賛同を得させた。Theopaschite論争（スキティ派が出した妥協案の公式）での彼の態度がその合図だった。当初、彼は文字上の粗探しになっているとする意見だった。しかしながら、次第にユスティニアヌスは問題となっている信条が正統であるかに見えただけでなく、単性論に対する融和的な手段たり得るかと理解するようになり、そして彼は533年にカルケドン派と単性論派との宗教会議を行う努力をしたが、無駄に終わった。
553年3月15日の宗教勅令で再びユスティニアヌスは妥協へ動き、教皇ヨハネス2世が帝国の宗派を正統信仰であると認めたと彼自ら祝福している。彼は最初に単性論の主教と修道士に厳しい迫害をしかけ、そしてそれによって広い地域の住民に敵意を持たせた深刻な大失敗を彼は最終的に矯正した。彼の不変の目標は単性論を味方に引き入れ、それでもなおカルケドン信条を放棄しないことだった。宮廷の多くの人々に対して、彼は十分に成功しなかった。特に皇后テオドラは単性論が無制限に受け入れられることを望んだであろう。
三章問題の非難（第2コンスタンティノポリス公会議参照）でユスティニアヌスは東方と西方を満足させようとしたが、どちらも満足させられなかった。教皇は非難に同意したものの、西方の人々は皇帝がカルケドン布告と相反する行いをしたと信じた。多くの使節が東方でユスティニアヌスに服従して現れたが、多くの特に単性論者たちは不満なままだった。晩年の彼は神学の問題にさらに献身したために、更に苦しめられた。

### 異教徒迫害

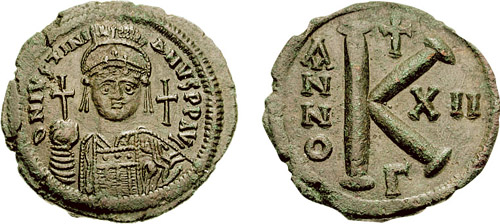
ユスティニアヌス1世はコインの表面に十字架をかざす姿を描いた最初の皇帝の一人である。

ユスティニアヌスの宗教政策は帝国の統一は宗教の統一を完全に前提しているという信念の反映であり、そしてその信仰は彼にとっては明確にオルトドクス（正教会）のみであった。勅法彙纂は私生活での祭儀を含む多神教の完全な禁止を命じる二つの法令を含んでおり、これらの条文は熱心に実行された。同時代史料（ヨハネス・マララス、テオファネス、エフェソスのヨハネス）には上流階級の人々へのものを含む厳しい迫害が述べられている。
529年にアテネのアカデメイアがユスティニアヌスの命令によって国家の管理下に置かれた。このヘレニズム教育機関の事実上の閉鎖がおそらく最も有名な事件であろう。多神教は積極的に弾圧された。小アジアだけで7万人の多神教徒が改宗したとエフェソスのヨハネスは述べている。ドン川流域に居住するヘルリ族、フン族、カフカスのアブハジア族、タザニ族といった多くの人々もキリスト教を受け入れた。
リビア砂漠のアウギリアにおけるアメン神崇拝は廃止され、そして同じことがナイル川第一瀑布のフィラエ島でのイシス神崇拝の残滓でも起こった。長老ジュリアンと主教ロンギヌスがナバテア王国での布教を行い、そしてユスティニアヌスはエジプトから主教をイエメンへ派遣して同地のキリスト教の強化に努めている。
ユダヤ人もまた市民権を制限され、そして宗教上の恩恵を脅かされただけでなく、皇帝はシナゴーグ内部の事柄にも介入し、一時的にだが礼拝の際にヘブライ語を用いることを禁じた。反抗者は肉体的な処罰や追放そして財産の没収で脅された。ベリサリウスのヴァンダル戦役で抵抗したボリウムのユダヤ人たちはキリスト教の受容を強いられ、シナゴーグは教会になっている。
皇帝はキリスト教への改宗に抵抗して暴動を繰り返すサマリア人に悩まされていた。皇帝は厳しい勅令で彼らに対抗したが、治世の晩年に近くなるまでサマリアでのキリスト教徒への攻撃を防ぐことができなかった。マニ教徒もまた厳しい迫害を受け、追放や処刑が行われた。コンスタンティノープルでは、少なくないマニ教徒が厳しい宗教裁判の後に皇帝の御前で火刑や水責めなどの手段で処刑されている。

## 建築・学問・文学での業績

ハギア・ソフィア大聖堂

ユスティニアヌス1世は数多くの建築を行っており、歴史家プロコピオスはこの分野の業績の証人である。ユスティニアヌスの後援のもとで有名なユスティニアヌスとテオドラのモザイクを持つラヴェンナのサン・ヴィターレ聖堂が完成している。彼による最も有名な建築はハギア・ソフィア大聖堂で、これはニカの乱で焼失したバシリカ様式の教会を全く異なる設計で壮麗に再建したものである。モザイクで満たされた壮大なドームを持つこの新たな大聖堂は数世紀にわたり東方キリスト教徒の中心であり続けた。その他に首都では聖使徒教会（5世紀末の時点ではみすぼらしい状態だった）が同様に再建された。
装飾事業は教会に限られず、コンスタンティノープル大宮殿の遺跡からはユスティニアヌス時代の高品質のモザイクが見つかっており、543年には軍装して騎乗するユスティニアヌスの銅像を頂いた円柱がコンスタンティノポリスで製作されている。コンスタンティノポリスやローマを逃れた貴族たち（アニキア・ユリアナなど）といった他の有力なパトロンたちとの対抗心がユスティニアヌスに王朝の権威の強化を示す手段として首都での建築活動を強いさせたのであろう。
ユスティニアヌスは要塞群を建設してアフリカから東方まで帝国の国境を強化し、また地下貯水槽（バシリカ・シスタン）を建設してコンスタンティノポリスの水供給を確保した。戦略的に重要な街のダラを洪水の被害から防ぐために前進型アーチダムを建設した。彼の治世にはサンガリウス大橋がビテュニアに建設され、東方への補給路を確保している。それ以上にユスティニアヌスは地震や戦争で破壊された諸都市を再建し、また彼の出生地の近くにユスティニアナ・プリマを建設した。これはテッサロニカに代えてイリュリクム属州の政治的宗教的な中心地たるを意図していた。
ユスティニアヌスの治世下、一部は彼のパトロンのもとで、東ローマ帝国文化はプロコピオスやアガティアスを含む著名な歴史家や黙祷者パウロや声楽家ロマヌスといった詩人たちを生みだした。一方で、アテネのプラトン大学やベイルートの有名な法学校 などの重要な機関がこの時期に失われている。過去のローマの栄光へのユスティニアヌスの情熱にも関わらず、執政官の選挙の実施は541年以降は消滅した。

## 経済と行政
ユスティニアヌス1世の前任者たちと同様に帝国の経済は主に農業に依存していた。加えて長距離貿易が賑わい、北はブリテン島のコーンウォールに達し、ここでは錫がローマの小麦と交換されていた。帝国内ではアレクサンドリアからの船団がコンスタンティノポリスへ小麦と穀物を供給し、ユスティニアヌスは交通をより効率的にするためにテネドス島に保管とコンスタンティノポリスへの輸送のための巨大な穀倉を建設した。また、ユスティニアヌスはペルシャとの戦争のために大きな打撃を受けた東方交易の新経路を探そうとした。絹は重要な嗜好品の一つで、これは帝国へ輸入され、加工されていた。絹産業を保護するために、ユスティニアヌスは541年に国営工場へ専売権を与えている。ペルシャの陸路を避けるためにユスティニアヌスはアビシニアとの友好関係を確立した。アビシニアはインドと帝国との絹の中継貿易を望んでいたが、インドでペルシャの商人との競争に勝つことができなかった。その後、550年代初めに二人の修道士が中央アジアから蚕の繭を盗み出してコンスタンティノープルへ持ち帰ることに成功し、絹は東ローマ帝国の国内産業となった。

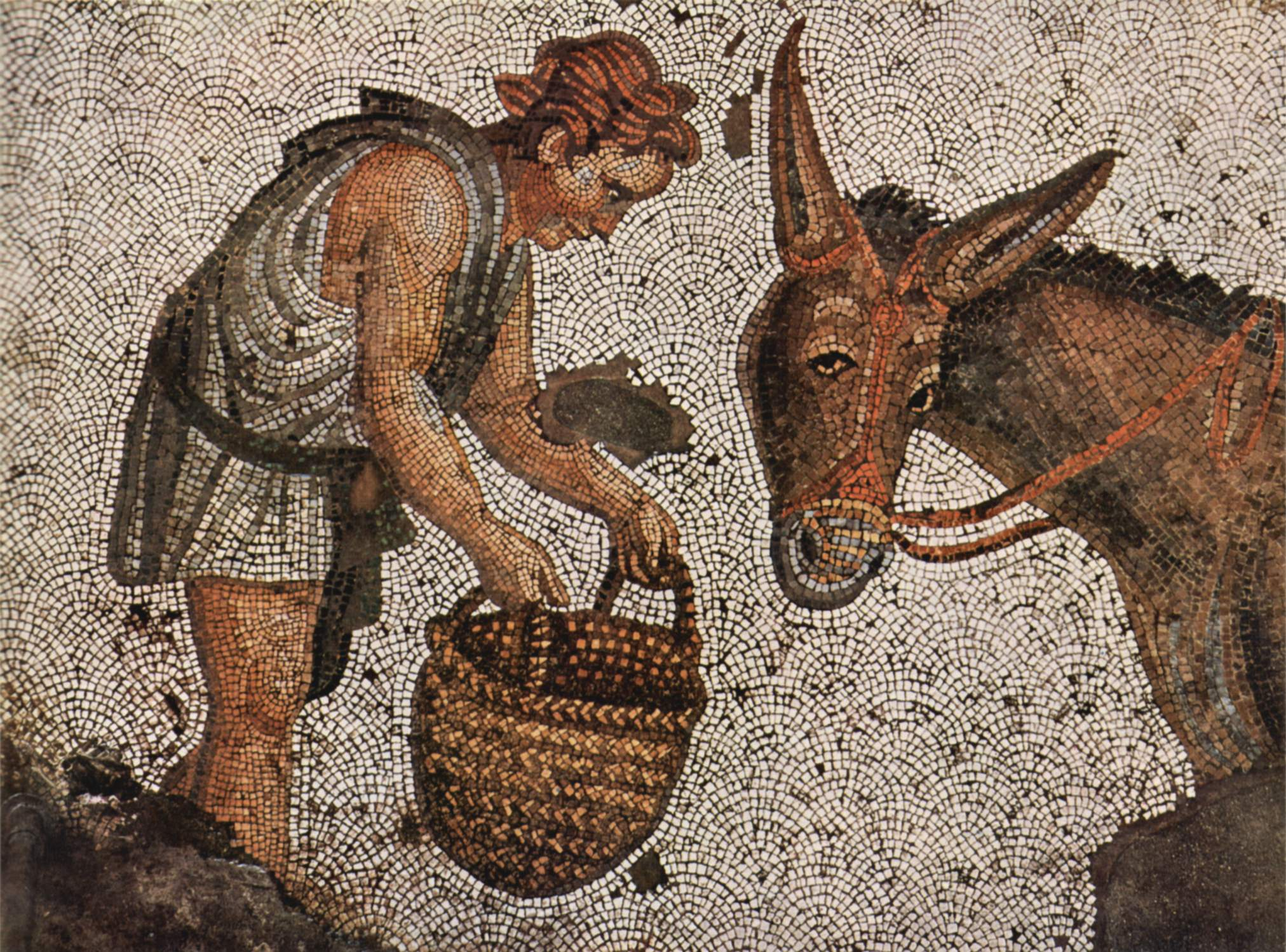
モザイクに描かれた庶民の日常生活。コンスタンティノープル大宮殿。6世紀前半

治世の開始時にユスティニアヌスはアナスタシウス1世とユスティヌス1世から2880万ソリドゥス（金40万ポンド）の余剰金を相続していた。ユスティニアヌスの治世下では地方における汚職への対抗策が取られ、徴税はより効果的になった。大きな行政権が各県や各州の長官に与えられる一方で、行政官（ウィカリウス）や教区の権限は取り除かれ、幾つかは廃止もされた。行政機構の簡素化が全般的な傾向だった。ピーター・ブラウンによれば徴税の専門化はギリシャ諸都市の市会の自治を弱めることにより、地方生活の伝統的構造を破壊している。ユスティニアヌスの再征服以前、530年の帝国の歳入は500万ソリドゥスであったが、550年には600万ソリドゥスに増加していたと見積もられている。
ユスティニアヌスの治世期間、東方の都市と村は繁栄したが、アンティオキアは526年と528年に地震で破壊され、そして540年にはペルシャによって略奪され住民は退去させられている。ユスティニアヌスは以前よりやや小さい規模にだがアンティオキアを再建した。
これらすべての処置にもかかわらず、帝国は6世紀の間にいくつかの大きな躓きを経験している。第一は541年から543年に発生した疫病で、帝国の人口を激減させ、おそらく労働力不足と賃金の上昇を引き起こした。人的資源の不足は540年代前半以降の東ローマ帝国軍内の蛮族の大幅な増加をもたらした。長期化したイタリア戦役と対ペルシャ戦争は帝国の財源への大きな負担となり、ユスティニアヌスは国営の郵便業務を軍事的に重要な東方経路のみに制限して他を削減したことで批判されている。

## 人物

### プロコピオスによる伝記
将軍ベリサリウスの秘書官であったプロコピオスは、従軍経験を生かして記した『戦史』でペルシャやヴァンダル・東ゴートとの戦いを記し、その中でユスティニアヌスの征服活動を賞賛している。また『建築について』では、ハギア・ソフィア大聖堂をはじめとするユスティニアヌスの建築活動を称えている。
一方でプロコピオスは『秘史』という裏ノートを残した。そこにはユスティニアヌス・皇后テオドラ、ベリサリウス夫妻への批判が書き連ねられ、皇后になる前のテオドラのスキャンダラスな行いもこの『秘史』に記されていた（なお、『戦史』については英語版がペンギン・ブックスのペーパーバックとして発行されている）。
プロコピオスによれば、ユスティニアヌスは中肉中背の丸顔で疲れを知らない健康的な男だったという。自らの生活は質素で、臣下からは「眠らない皇帝」と呼ばれるほど日夜を通じて精力的に政務に励んだ。性格は怒りを決して顔に出さず、親しみやすく穏やかであったが、その一方で何千人もの無実の人々の殺害を平然と命令することのできる冷酷さを併せ持っていたという。

### 肖像画

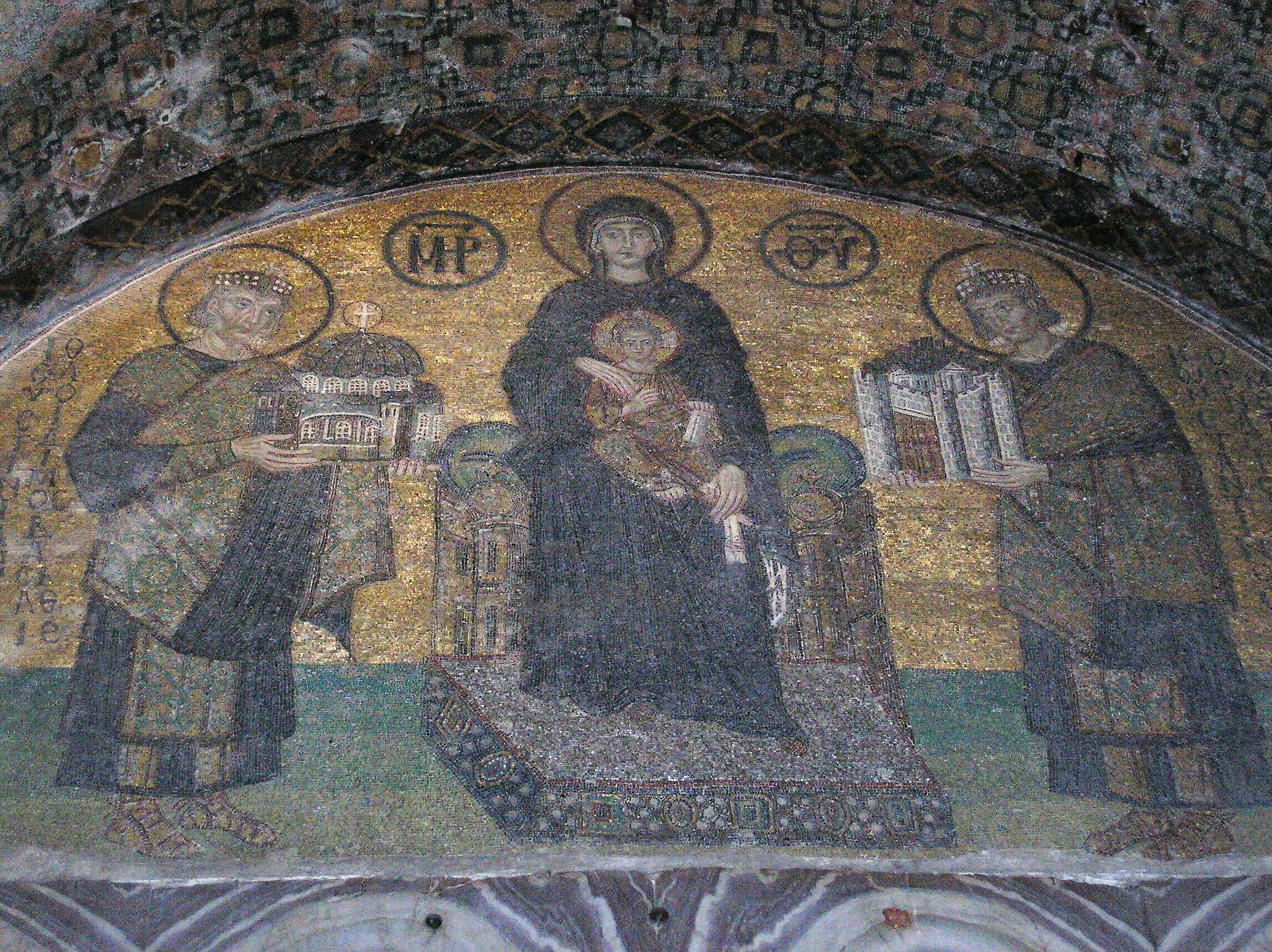
ハギア・ソフィア大聖堂のモザイク画

ユスティニアヌスの肖像でもっとも有名なのはイタリアのラヴェンナにあるサン・ヴィターレ聖堂内陣にあるモザイク画である。ここには皇后テオドラの肖像も描かれている。
他にコンスタンティノポリス（現イスタンブール）のハギア・ソフィア大聖堂にある10世紀のモザイク画がある。ここでは中央に聖母子が描かれ、その左にユスティニアヌスが聖母子にハギア・ソフィア大聖堂を捧げ、右にコンスタンティヌス1世がコンスタンティノポリスの街を捧げるという形で描かれている。この図像から、後世の東ローマ帝国においてユスティニアヌスはコンスタンティヌス1世と並ぶ偉大な存在とされていたことがうかがえる。
またコンスタンティノポリスにはユスティニアヌスの銅像が乗った円柱があったとされているが、1453年にオスマン帝国によって東ローマ帝国が滅亡した際に破壊されたため、現存していない。
東京都中野区の哲学堂公園にある「哲学の庭」にはローマ法大全を編纂したことから「現存する法律の主流をつくった人物」としてユスティニアヌスの像が置かれている。

### 評価
ユスティニアヌスは積極的な外征によってローマ帝国時代の旧領の多くを奪還し、『ローマ法大全』の編纂やハギア・ソフィア大聖堂の再建など文化的功績も残した。だが、ユスティニアヌス本人が親征に赴くことはほとんどなく、実際にはベリサリウスの功による所が大きい。しかしユスティニアヌスはその功績に報いるどころか、むしろその才覚と名声に嫉妬し、常に冷遇するという姿勢を見せた。またこうした大事業の多くは結果として国家財政の破綻を招いたほか、それを補うための重税によって経済は疲弊し、相次ぐ戦乱でイタリアの諸都市は破壊され、国土は荒廃してしまった。さらにこのような状況で重税を課したために征服地は完全に疲弊した。このような統治に、旧西ローマ帝国領でローマ帝国の復活を望んでいた人々は幻滅し離反していった。
こうしたことからユスティニアヌスの死後、東ローマ帝国は急速に衰退してしまい、地中海世界を支配する大帝国から、東南欧・東地中海の地域大国への転換を余儀なくされた。マヌエル1世コムネノスのようにユスティニアヌス以後にも大帝国としての地位の復活を目指した皇帝もいたが、いずれも果たされなかった。結局ユスティニアヌスの治世は、古代ローマの復興を求めた彼の意向とは裏腹に、古代ローマ帝国の終焉を招く結果になってしまい、その後継者たちに経済が破綻し、疲弊しきった国を引き渡すことになってしまった。ただし、一時的にであれ往時のローマ帝国の版図を回復したこと、特に国号の由来である都市ローマを回復した事は、その後の東ローマ帝国が持ち続けた「我が国はローマ帝国である」と言うイデオロギーの根拠となり、その後苦難の時代を迎えた帝国の精神的な拠りどころとなった。